# Dwight F. Davis
Dwight Filley Davis (St. Louis, Missouri, 5. srpnja 1879. – Washington, 28. studenog 1945.) je bio političar, američki profesionalni tenisač, te utemeljitelj Davisov kupa.

## Vanjske poveznice
Dwight F. Davis